# Giải bóng đá Hạng Nhì Quốc gia 2017
Giải bóng đá Hạng Nhì Quốc gia 2017 là mùa giải bóng đá lần thứ 21 của Giải bóng đá hạng Nhì Quốc gia do VFF điều hành và quản lý giải đấu. Mùa giải bắt đầu từ ngày 5 tháng 5 đến ngày 1 tháng 8 năm 2017.

## Thay đổi đội bóng
Danh sách các đội bóng có sự thay đổi so với mùa giải 2016.
| Thăng hạng từ giải Hạng Ba 2016 - Phù Đổng - Kon Tum Xuống hạng từ V.League 2 - Cà Mau | Xuống hạng đến giải Hạng Ba 2017 - Vĩnh Long Thăng hạng lên V.League 2 - Không có |

## Những điểm mới của mùa giải 2017
Trong mùa giải này, có 16 đội bóng tham dự giải tranh 3,5 suất thăng hạng lên V-League 2 năm 2018, các đội được chia vào 2 bảng theo khu vực địa lý và đăng ký sân thi đấu của các đội, cụ thể như sau:
- Bảng A: Trẻ Hà Nội, Công An Nhân Dân, Phù Đổng Hà Nội, Viettel, Bình Định, Sanatech Khánh Hoà, Lâm Đồng, Kon Tum.
- Bảng B: Bình Thuận, Mancons Sài Gòn, Quỹ đầu tư phát triển tài năng bóng đá Việt Nam (PVF), Trẻ Long An, Tiền Giang, Bến Tre, An Giang, Cà Mau.

Các đội sẽ thi đấu theo thể thức vòng tròn 2 lượt (sân nhà – sân đối phương) tính điểm xếp hạng, chọn 4 đội có thành tích tốt nhất tại mỗi bảng vào thi đấu tại Vòng chung kết.
Tại Vòng chung kết, 8 đội sẽ được bắt cặp thi đấu theo thể thức loại trực tiếp 1 trận (nếu sau thời gian thi đấu chính thức tỷ số hòa, hai Đội sẽ thi đá luân lưu 11m để xác định đội thắng, không thi đấu thêm trận đấu phụ).
| - Trận 1: 1A vs 4B - Trận 2: 1B vs 4A - Trận 3: 2A vs 3B - Trận 4: 2B vs 3A | - Trận 5: Thắng Trận 1 vs Thắng Trận 4 - Trận 6: Thắng Trận 2 vs Thắng Trận 3 - Trận 7: Thua Trận 5 vs Thua Trận 6 |

Các đội thắng trận 5, 6, 7 sẽ trực tiếp giành quyền tham dự giải bóng đá Hạng Nhất Quốc gia 2018. Đội thua trận 7 sẽ thi đấu trận tranh suất cuối cùng tham dự giải hạng Nhất Quốc gia 2018 (Play off) với đội xếp thứ bảy ở giải bóng đá hạng Nhất Quốc gia 2017. Đội thắng trong trận đấu Play off sẽ giành quyền thăng hạng.

## Các đội bóng
| Đội                | Trụ sở              | Sân nhà                 | Sức chứa | Huấn luyện viên     |
| ------------------ | ------------------- | ----------------------- | -------- | ------------------- |
| An Giang           | Long Xuyên          | Sân vận động An Giang   | 10,000   | Trần Ngọc Thái Tuấn |
| Bình Thuận         | Phan Thiết          | Sân vận động Phan Thiết | 10,000   | Trần Thống Khai     |
| Bình Định          | Quy Nhơn            | Sân vận động Quy Nhơn   | 20,000   | Phan Tôn Quyền      |
| Bến Tre            | Bến Tre             | Sân vận động Bến Tre    | 6,000    | Lưu Quốc Tân        |
| Công an Nhân dân   | Hà Đông, Hà Nội     | Sân vận động Hà Đông    | 5,000    | Phan Bá Hùng        |
| Long An B          | Tân An              | Sân vận động Long An    | 20,000   | Doãn Nhật Tiến      |
| Lâm Đồng           | Đà Lạt              | Sân vận động Lâm Đồng   | 6,000    | Đoàn Quốc Việt      |
| PVF                | Bình Chánh, Tp.HCM  | Sân Thành Long          | 5,000    | Nguyễn Mạnh Cường   |
| Sanatech Khánh Hòa | Nha Trang           | Sân vận động 19 tháng 8 | 15,624   | Lê Văn Tú           |
| Hà Nội B           | Nam Từ Liêm, Hà Nội | Sân Trung tâm           |          | Phạm Minh Đức       |
| Tiền Giang         | Mỹ Tho              | Sân vận động Tiền Giang | 10,000   | Phạm Văn Rạng       |
| Cà Mau             | Cà Mau              | Sân vận động Cà Mau     | 10,000   | Dương Hữu Cường     |
| Viettel B          | Thanh Xuân, Hà Nội  | Sân Viettel             |          | Hoa Mạnh Hưng       |
| Mancons Sài Gòn    | Quận 10, Tp.HCM     | Sân vận động Củ Chi     | 25,000   | Phan Thanh Bình     |
| Kon Tum            | Kon Tum             | Sân vận động Kon Tum    | 5,000    | Hồ Mạnh Cường       |
| Phù Đổng FC        | Hà Đông, Hà Nội     | Sân vận động Hà Đông    |          | Lê Đức Tuấn         |

## Vòng loại

### Bảng A
| VT | Đội                    | ST | T  | H | B  | BT | BB | HS  | Đ  | Kết quả                      |
| -- | ---------------------- | -- | -- | - | -- | -- | -- | --- | -- | ---------------------------- |
| 1  | Công An Nhân Dân (Q)   | 14 | 11 | 0 | 3  | 34 | 10 | +24 | 33 | Tham dự vòng chung kết       |
| 2  | Hà Nội B (Q)           | 14 | 10 | 2 | 2  | 38 | 10 | +28 | 32 | Tham dự vòng chung kết       |
| 3  | Lâm Đồng (Q)           | 14 | 8  | 2 | 4  | 27 | 21 | +6  | 26 | Tham dự vòng chung kết       |
| 4  | Bình Định (Q)          | 14 | 7  | 2 | 5  | 18 | 14 | +4  | 23 | Tham dự vòng chung kết       |
| 5  | Phù Đổng               | 14 | 4  | 4 | 6  | 19 | 21 | −2  | 16 |                              |
| 6  | Viettel B              | 14 | 4  | 4 | 6  | 27 | 24 | +3  | 16 |                              |
| 7  | Kon Tum                | 14 | 2  | 3 | 9  | 15 | 39 | −24 | 9  |                              |
| 8  | Sanatech Khánh Hòa (R) | 14 | 1  | 1 | 12 | 10 | 49 | −39 | 4  | Xuống hạng giải Hạng Ba 2018 |

1. 1 2  Phù Đổng xếp trên Viettel B bởi thành tích đối đầu tốt hơn: PD 0-1 VT; VT 1-2 PD

### Bảng B
| VT | Đội                 | ST | T | H | B  | BT | BB | HS  | Đ  | Kết quả                |
| -- | ------------------- | -- | - | - | -- | -- | -- | --- | -- | ---------------------- |
| 1  | PVF (Q)             | 14 | 9 | 4 | 1  | 26 | 8  | +18 | 31 | Tham dự vòng chung kết |
| 2  | Bình Thuận (Q)      | 14 | 8 | 3 | 3  | 17 | 11 | +6  | 27 | Tham dự vòng chung kết |
| 3  | Long An B (Q)       | 14 | 7 | 3 | 4  | 16 | 10 | +6  | 24 | Tham dự vòng chung kết |
| 4  | Mancons Sài Gòn (Q) | 14 | 7 | 2 | 5  | 17 | 15 | +2  | 23 | Tham dự vòng chung kết |
| 5  | An Giang            | 14 | 5 | 4 | 5  | 19 | 12 | +7  | 19 |                        |
| 6  | Tiền Giang          | 14 | 4 | 2 | 8  | 13 | 19 | −6  | 14 |                        |
| 7  | Cà Mau              | 14 | 2 | 4 | 8  | 15 | 27 | −12 | 10 |                        |
| 8  | Bến Tre             | 14 | 3 | 0 | 11 | 13 | 35 | −22 | 9  |                        |

## Kết quả các vòng đấu

### Bảng A
| Nhà \ Khách[1]     | BDI | CAND | HNB | KTU | LDO | PDO | SKH | VTB |
| Bình Định          |     | 2–0  | 1–2 | 2–0 | 2–1 | 1–1 | 1–0 | 0–2 |
| Công an Nhân dân   | 2–0 |      | 0–3 | 7–0 | 2–0 | 2–0 | 5–0 | 1–0 |
| Hà Nội B           | 1–0 | 1–2  |     | 7–1 | 6–0 | 1–0 | 5–0 | 3–0 |
| Kon Tum            | 0–2 | 0–1  | 0–3 |     | 3–1 | 1–1 | 3–0 | 1–1 |
| Lâm Đồng           | 2–0 | 3–1  | 2–0 | 2–0 |     | 2–1 | 4–0 | 4–2 |
| Phù Đổng           | 2–3 | 0–4  | 0–2 | 2–2 | 1–1 |     | 6–1 | 1–0 |
| Sanatech Khánh Hòa | 0–3 | 1–5  | 1–1 | 4–2 | 1–3 | 0–2 |     | 0–2 |
| Viettel B          | 1–1 | 0–2  | 3–3 | 6–2 | 2–2 | 1–2 | 7–2 |     |

| Đội \ Vòng đấu     | 1 | 2 | 3 | 4 | 5 | 6 | 7 | 8 | 9 | 10 | 11 | 12 | 13 | 14 |
| ------------------ | - | - | - | - | - | - | - | - | - | -- | -- | -- | -- | -- |
| Bình Định          | 1 | 4 | 3 | 2 | 4 | 4 | 4 | 3 | 3 | 3  | 3  | 3  | 4  | 4  |
| Công an Nhân dân   | 3 | 1 | 2 | 3 | 2 | 1 | 1 | 1 | 1 | 2  | 2  | 2  | 1  | 1  |
| Hà Nội B           | 2 | 3 | 4 | 4 | 3 | 3 | 2 | 2 | 2 | 1  | 1  | 1  | 2  | 2  |
| Kon Tum            | 7 | 5 | 5 | 6 | 7 | 7 | 7 | 7 | 7 | 7  | 7  | 7  | 7  | 7  |
| Lâm Đồng           | 4 | 2 | 1 | 1 | 1 | 2 | 3 | 4 | 4 | 4  | 4  | 4  | 3  | 3  |
| Phù Đổng           | 6 | 7 | 6 | 7 | 5 | 5 | 6 | 6 | 6 | 5  | 6  | 5  | 5  | 5  |
| Sanatech Khánh Hòa | 8 | 8 | 8 | 8 | 8 | 8 | 8 | 8 | 8 | 8  | 8  | 8  | 8  | 8  |
| Viettel B          | 5 | 6 | 7 | 5 | 6 | 6 | 5 | 5 | 5 | 6  | 5  | 6  | 6  | 6  |

|  | Nhà vô địch |  | Tham dự vòng chung kết |  | Thi đấu play-off |

### Bảng B
| Nhà \ Khách[1]  | AGI | BTR | BTH | CMA | LAB | MSG | PVF | TGI |
| An Giang        |     | 3–0 | 0–0 | 4–1 | 0–1 | 0–0 | 2–2 | 2–0 |
| Bến Tre         | 2–1 |     | 0–1 | 3–1 | 1–2 | 1–3 | 0–3 | 3–2 |
| Bình Thuận      | 1–1 | 2–0 |     | 2–0 | 1–0 | 3–0 | 1–1 | 2–0 |
| Cà Mau          | 2–1 | 6–1 | 0–1 |     | 0–2 | 1–1 | 2–2 | 1–2 |
| Long An B       | 1–0 | 2–1 | 4–0 | 1–1 |     | 2–0 | 0–2 | 1–3 |
| Mancons Sài Gòn | 0–3 | 1–0 | 2–1 | 3–0 | 1–0 |     | 1–0 | 3–0 |
| PVF             | 1–0 | 5–1 | 2–0 | 4–0 | 0–0 | 2–1 |     | 1–0 |
| Tiền Giang      | 1–2 | 3–0 | 0–2 | 0–0 | 0–0 | 2–1 | 0–1 |     |

| Đội \ Vòng đấu  | 1 | 2 | 3 | 4 | 5 | 6 | 7 | 8 | 9 | 10 | 11 | 12 | 13 | 14 |
| --------------- | - | - | - | - | - | - | - | - | - | -- | -- | -- | -- | -- |
| An Giang        | 5 | 3 | 6 | 6 | 7 | 6 | 5 | 4 | 5 | 5  | 5  | 5  | 5  | 5  |
| Bến Tre         | 2 | 4 | 7 | 7 | 6 | 7 | 7 | 7 | 8 | 7  | 7  | 8  | 8  | 8  |
| Bình Thuận      | 6 | 7 | 5 | 5 | 4 | 2 | 4 | 3 | 4 | 3  | 4  | 3  | 3  | 2  |
| Cà Mau          | 8 | 8 | 8 | 8 | 8 | 8 | 8 | 8 | 7 | 8  | 8  | 7  | 7  | 7  |
| Long An B       | 1 | 1 | 3 | 4 | 3 | 4 | 2 | 2 | 1 | 1  | 2  | 2  | 2  | 3  |
| Mancons Sài Gòn | 3 | 5 | 4 | 2 | 1 | 1 | 1 | 5 | 2 | 4  | 3  | 4  | 4  | 4  |
| PVF             | 4 | 2 | 1 | 3 | 5 | 5 | 3 | 1 | 3 | 2  | 1  | 1  | 1  | 1  |
| Tiền Giang      | 7 | 6 | 2 | 1 | 2 | 3 | 6 | 6 | 6 | 6  | 6  | 6  | 6  | 6  |

|  | Nhà vô địch |  | Tham dự vòng chung kết |  | Thi đấu play-off |

## Tiến triển mùa giải
| W | Thắng |
| D | Hòa   |
| L | Thua  |

| Đội \ Vòng đấu     | 1 | 2 | 3 | 4 | 5 | 6 | 7 | 8 | 9 | 10 | 11 | 12 | 13 | 14 |
| ------------------ | - | - | - | - | - | - | - | - | - | -- | -- | -- | -- | -- |
| Bình Định          | W | L | W | W | L | D | W | W | W | W  | L  | L  | L  | D  |
| Công an Nhân dân   | W | W | W | L | W | W | W | W | W | L  | W  | W  | W  | L  |
| Hà Nội B           | W | D | L | W | W | W | W | W | W | W  | W  | W  | L  | D  |
| Kon Tum            | L | W | L | L | L | D | L | W | L | L  | L  | L  | D  | D  |
| Lâm Đồng           | W | W | W | W | W | L | L | L | L | W  | D  | D  | W  | W  |
| Phù Đổng           | L | L | W | L | W | D | L | L | L | W  | D  | W  | D  | D  |
| Sanatech Khánh Hòa | L | L | L | L | L | L | L | L | W | L  | L  | L  | L  | D  |
| Viettel B          | L | D | L | W | L | D | W | L | L | L  | W  | D  | W  | D  |

| W | Thắng |
| D | Hòa   |
| L | Thua  |

| Đội \ Vòng đấu  | 1 | 2 | 3 | 4 | 5 | 6 | 7 | 8 | 9 | 10 | 11 | 12 | 13 | 14 |
| --------------- | - | - | - | - | - | - | - | - | - | -- | -- | -- | -- | -- |
| An Giang        | L | W | L | D | L | W | W | W | L | D  | D  | L  | D  | W  |
| Bến Tre         | W | L | L | L | W | L | L | L | L | W  | L  | L  | L  | L  |
| Bình Thuận      | L | D | W | D | W | W | L | W | L | W  | D  | W  | W  | W  |
| Cà Mau          | L | L | L | D | L | D | D | D | W | L  | L  | W  | L  | L  |
| Long An B       | W | W | L | L | W | D | W | D | W | W  | D  | W  | L  | L  |
| Mancons Sài Gòn | W | L | W | W | W | L | D | L | W | L  | W  | L  | D  | W  |
| PVF             | W | D | W | D | L | D | W | W | W | D  | W  | W  | W  | W  |
| Tiền Giang      | L | W | W | W | L | D | L | L | L | L  | D  | L  | W  | L  |

## Vòng chung kết

### Trận 1
| Công An Nhân Dân | 4–0        | Mancons Sài Gòn                                 |
| --- | ---------- | ----------------------------------------------- |
| Phạm Đức Thông (9) 15' · Nguyễn Văn Long (11) 80', 89' · Bùi Văn Hưng (22) 84' · Đinh Văn Hưng (10) 18' · Phạm Đức Thông (9) 19' · Nguyễn Văn Giang (28) 25' | vff.org.vn | Đỗ Huy Long (15) 85' · Phan Thanh Bình (16) 88' |

Công An Nhân Dân chiến thắng sẽ thi đấu trận 5.

### Trận 2
| PVF | 0–1        | Bình Định          |
| --- | ---------- | ------------------ |
|     | vff.org.vn | Hồ Tấn Tài (4) 86' |

Bình Định chiến thắng sẽ thi đấu trận 6.

### Trận 3
| Hà Nội B | 8–0        | Long An B                                       |
| --- | ---------- | ----------------------------------------------- |
| Phạm Tuấn Hải (10) 33', 40', 59' · Nguyễn Văn Đức (19) 55', 67' · Phạm Văn Long (16) 72', 86' · Lương Văn Hùng (7) 86' · Lê Văn Nam (23) 80' | vff.org.vn | Đoàn Hải Quân (7) 15' · Trần Minh Tòng (24) 62' |

Hà Nội B chiến thắng sẽ thi đấu trận 6.

### Trận 4
| Bình Thuận            | 1–0        | Lâm Đồng |
| --------------------- | ---------- | -------- |
| Trịnh Đức Bốn (7) 37' | vff.org.vn |          |

Bình Thuận chiến thắng sẽ thi đấu trận 5.

### Trận 5
| Công An Nhân Dân                                                                                             | 3–0        | Bình Thuận             |
| --- | ---------- | ---------------------- |
| Nguyễn Hữu Tuấn (7) 30', 36' (ph.đ.) · Đinh Văn Hưng (10) 53' · Bùi Văn Đức (4) 41' · Đồng Văn Đoàn (12) 83' | vff.org.vn | Trịnh Đức Lợi (23) 34' |

Công An Nhân Dân dành chiến thắng sẽ thăng hạng lên V.League 2 năm 2018. Bình Thuận sẽ thi đấu trận 7.

### Trận 6
| Bình Định        | 1–0        | Hà Nội B             |
| ---------------- | ---------- | -------------------- |
| Lê Thanh Tài 73' | vff.org.vn | Lê Anh Tuấn (17) 75' |

Bình Định dành chiến thắng sẽ thăng hạng lên V.League 2 năm 2018. Hà Nội B sẽ thi đấu trận 7.

### Trận 7
| Bình Thuận | 0–3        | Hà Nội B                                           |
| ---------- | ---------- | -------------------------------------------------- |
|            | vff.org.vn | Phạm Tuấn Hải (10) 37' · Đào Văn Nam (17) 51', 71' |

Hà Nội B chiến thắng sẽ thăng hạng lên V.League 2 năm 2018. Bình Thuận sẽ thi đấu play-off với đội xếp thứ 7 của giải V-League 2 năm 2017.

## Play-off thăng hạng

### Kết quả
| ngày 5 tháng 8 năm 2017 Play-off | Đồng Tháp                                                    | 2 - 1    | Bình Thuận                      | Quảng Nam                                                   |  |
| 15:30                            | Bạch Đăng Khoa (8) 48' · Nguyễn Ngọc Anh (9) 90+2' 70' 90+2' | Chi tiết | Nguyễn Vũ Trường Giang (18) 57' | Sân vận động: Sân vận động Tam Kỳ Trọng tài: Đặng Quốc Dũng |  |

## Tổng kết mùa giải
- Đội thăng hạng: CAND, Bình Định, Hà Nội B
- Đội xuống hạng: Sanatech Khánh Hòa
- Đội thi đấu Play-off: Bình Thuận